# نقطة تعليق

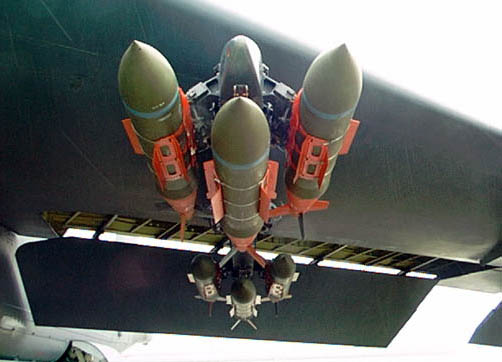
نقطة تعليق لطائرة بي-52 ستراتوفورتريس

نقطة تعليق أو مركز تعليق (بالإنجليزية: Hardpoint)‏ هي نقطة أو جزء من هيكل الطائرة مصمم لتحمل حمولة خارجية مثل نقاط الأسلحة والقنابل والصواريخ المثبته على الطائرة إضافة إلى خزانات الوقود الإضافية.